# Collado Hermoso
Collado Hermoso – gmina w Hiszpanii, w prowincji Segowia, w Kastylii i León, o powierzchni 16,38 km². W 2011 roku gmina liczyła 157 mieszkańców.